# Abdulelah Al-Amri
Abdulelah bin Ali bin Awadh Al-Amri (em árabe: عبد الإله بن علي بن عوض العمري; Taife, 15 de janeiro de 1997) é um futebolista da saudita que atua como zagueiro. Atualmente joga pelo Al-Ittihad, emprestado pelo Al-Nassr.

## Carreira no clube
Al-Amri progrediu nas categorias de base do Al-Nassr. Ele assinou seu primeiro contrato profissional com o clube em 27 de novembro de 2017. Em 14 de dezembro de 2017, Al-Amri fez sua estreia em um empate 1-1 contra o Al-Faisaly. Em 27 de maio de 2018, o Al-Amri foi emprestado ao Al-Wehda para a temporada 2018–19.
Após seu retorno do empréstimo, Al-Amri foi usado principalmente como quarta opção na posição de zagueiro. No entanto, durante a segunda metade da temporada 2019-20, Al-Amri conseguiu se estabelecer como titular. Ele fez 15 partidas em todas as competições. Ele marcou seu primeiro gol pelo clube em 22 de fevereiro de 2020 na vitória por 2 a 0 sobre o Al-Hazem. Em 27 de janeiro de 2021, Al-Amri renovou seu contrato com Al-Nassr até o final da temporada 2023-24.

## Carreira internacional
Al-Amri representou a Arábia Saudita nas categorias sub-20 e sub-23. Al-Amri foi o capitão da seleção sub-20 da Arábia Saudita na Copa do Mundo FIFA Sub-20 de 2017.
Al-Amri foi convocado pela primeira vez para a seleção principal da Arábia Saudita para a Copa da Ásia de 2019.
Em 6 de julho de 2021, Al-Amri foi convocado para as Olimpíadas de 2020.
Em 11 de novembro de 2022, Al-Amri foi convocado para a Copa do Mundo FIFA de 2022.

## Títulos
Al-Nassr
- Supercopa da Arábia Saudita: 2019, 2020
- Liga dos Campeões Árabes: 2023

Al-Ittihad
- Campeonato Saudita: 2024–25[10]
- Copa do Rei: 2024–25[11]